# Colin Irwin
Colin Irwin (Liverpool, 1957. február 9. –) angol labdarúgó, hátvéd, edző.

## Pályafutása

### Játékosként
1977 és 1981 között a Liverpool labdarúgója volt. Bajnoki mérkőzésen az 1979–80-as idényben debütált az első csapatban. A csapattal kétszeres BEK-győztes (1977–78, 1980–81) volt. 1981 nyarán a Liverpool leigazolta Mark Lawrensont és Irwint eladta a Swansea Citynek, ahol John Toshack volt a vezetőedző. Itt két walesikupa-győzelmet ért el a csapattal. Csapatkapitánynak is megválasztották, de 1983-ban térdsérülést szenvedett és kénytelen volt visszavonulni.

### Edzőként
1985 és 1987 között a Bolton Wanderers csapatánál dolgozott segédedzőként korábbi liverpooli csapattársa, Phil Neal vezetőedzősége idején.

## Sikerei, díjai
Liverpool FC
- Angol szuperkupa (FA Charity Shield)
  - győztes: 1980
- Angol ligakupa
  - győztes: 1980–81
- Bajnokcsapatok Európa-kupája (BEK)
  - győztes (2): 1977–78, 1980–81

 Swansea City
- Walesi kupa (Welsh Cup)
  - győztes (2): 1982, 1983